# Irena Janiszewska
Irena Janiszewska z domu Malinowska (ur. 15 września 1914 w Warszawie, zm. 24 lutego 1994 tamże) – polska chemiograf i polityk, poseł na Sejm PRL IV kadencji.

## Życiorys
Córka Romualda i Marianny. Uzyskała wykształcenie średnie, z zawodu chemiograf. Pełniła funkcję sekretarza Centralnej Rady Związków Zawodowych. Należała do Polskiej Zjednoczonej Partii Robotniczej, w której została zastępcą członka Komitetu Centralnego. Od 1962 wchodziła w skład Ogólnopolskiego Komitetu Pokoju. W 1965 uzyskała mandat posła na Sejm PRL IV kadencji w okręgu Chrzanów. W trakcie kadencji zasiadała w Komisji Mandatowo-Regulaminowej oraz sprawowała funkcję przewodniczącej Komisji Pracy i Spraw Socjalnych.
Odznaczona Orderem Sztandaru Pracy I klasy (1964), Krzyżem Komandorskim Orderu Odrodzenia Polski, Medalem 10-lecia Polski Ludowej (1955), Odznaką 1000-lecia Państwa Polskiego (1966), Złotą Honorową Odznaką PTTK (1967) oraz Medalem „100-lecia sportu polskiego” (1968).
Pochowana na cmentarzu Bródnowskim w Warszawie (kwatera 39G-5-18).